# Fernão Peres de Trava
Fernão Peres de Trava  (em castelhano: Fernando Pérez de Traba; c. 1100 — Santiago de Compostela, 1 de novembro de 1155) foi um nobre galego, conde de Trava e de Trastâmara, amante de Teresa de Leão, condessa de Portucale e mãe do rei Dom Afonso Henriques.

## Levantamento galaico-português
Fernão era filho do conde Pedro Froilaz de Trava e da condessa Urraca Froilaz, da Casa de Trava, a mais poderosa do Reino da Galiza na época. Participou na revolta galaico-portuguesa contra Urraca I de Leão e Castela, liderada pelo seu pai em 1116, em aliança com Teresa de Leão. Esta insurreição pretendia defender os direitos de Afonso Raimundes coroado rei da Galiza, e garantir a autonomia do Condado Portucalense frente à rainha leonesa.
Os triunfos nas batalhas de Vilasobroso e Lanhoso selaram a aliança entre os Trava e Teresa. Fernão Peres de Trava passou, assim, a governar o Porto e Coimbra e a firmar com Teresa importantes disposições e documentos no condado de Portugal.
Com a morte de Urraca, Fernão tornou-se um grande aliado do rei Afonso VII de Leão no Reino da Galiza. Tanto que lhe foi confiada a importante tarefa de ser  preceptor do seu filho, o futuro rei Fernando II. A Crónica Latina de Castilla considera que a sua influência foi determinante para que, no testamento de Afonso VII, os reinos de Galiza e Leão se separassem de Castela e Toledo.[a]

## Derrota em Portugal
Teresa exerceu a regência do Condado Portucalense durante a menoridade de Afonso Henriques. Mas, em 1122, sob a orientação do arcebispo Paio Mendes de Braga, Afonso pretendeu assegurar o seu domínio no condado e armou-se cavaleiro em Zamora. Juntando os cavaleiros portugueses à sua causa contra Fernão Peres e Teresa de Leão, derrotou ambos na batalha de São Mamede em 1128, quando pretendiam tomar a soberania do espaço galaico-português, e assumiu o governo do condado.

## Governo da Galiza
A partir de então, Fernão Peres de Trava concentrou a sua influência na Galiza, assinando com "Conde Fernando da Galécia" (Comes Fernandus de Gallecie). Aqui, realiza um trabalho de apoio aos mosteiros cistercienses, podendo atribuir-se-lhe a fundação do Mosteiro de Sobrado dos Monxes. Disputou a liderança da Galiza com Diego Gelmírez, o influente arcebispo de Santiago de Compostela, com quem manteve um tenso entendimento.
Nas campanhas mouras, comandou as tropas galegas ao serviço de Afonso VII nas suas incursões contra o Califado Almóada. As crónicas destacam o seu valor na conquista de Almería. Contra Portugal, defendeu com dificuldade o vale do Minho das investidas de Afonso Henriques, até à paz de Zamora de 1143.
São conhecidas também duas estadias na Terra Santa no final da segunda cruzada. Cedeu territórios  aos Templários na actual costa da Corunha e foi quem introduziu esta ordem militar no Reino da Galiza.

## Morte e sepultura

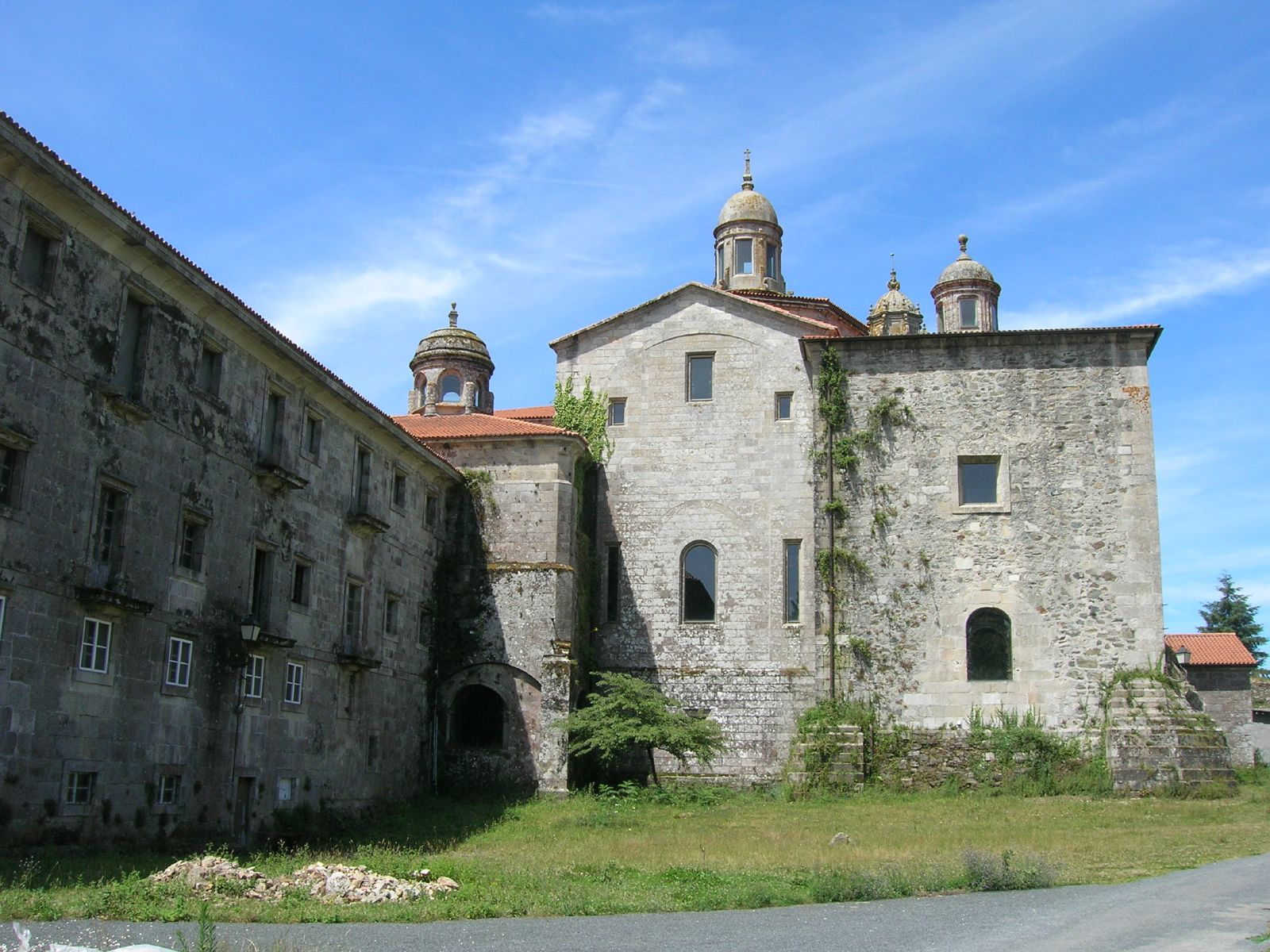
Mosteiro de Sobrado dos Monxes, fundação atribuída a Fernão Peres e onde foi sepultado

Em 1154, figura na documentação do Mosteiro de Caaveiro, ego comes domnus Fernandus, graui infirmitati. Fernão faleceu em 1 de novembro de 1155, ano em que aparece pela última vez na documentação do mosteiro de Sobrado e antes de 24 de julho de 1161, data em que a sua esposa Sancha assina um documento afirmando que era viúva. Foi sepultado no claustro da Catedral de Santiago de Compostela e, seis anos mais tarde, transladado para o Mosteiro de Sobrado dos Monxes.

## Descendência
Casou com a condessa Sancha Gonçalves, filha do conde Gonçalo Ansúrez e de Urraca Vermudes,[b] com quem teve os seguintes filhos:
- Maria Fernandes de Trava, casada com o conde Ponce II Cabrera.[9]
- Gonçalo Fernandes de Trava (morto em 1160) conde, casado com a condessa Berenguela Rodrigues,[9] filha do conde Rodrigo Velaz e da condessa Urraca Alvares. Foi tenente em Montenegro e Sarria em 1178.[10]
- Urraca Fernandes de Trava,[9] casada com João Arias (morto antes de Março 1191), filho de Arias Calvo e irmão de Fernando Arias. Urraca e o marido foram os tutores do infante Afonso, depois Afonso IX de Leão.[11]  Já era viúva em 1191 quando visitou Oviedo e fez doações ao Mosteiro de San Pelayo.

Da sua relação com Teresa de Leão nasceram duas filhas:
- Sancha Fernandes de Trava, que casou três vezes, tendo filhos apenas de seu primeiro marido, o conde Alvaro Rodrigues de Sarria.[5][12]
- Teresa Fernandes de Trava (morta em 1180 e sepultada no Mosteiro de San Isidoro de Leão), que casou em primeiras núpcias com o conde Nuno Peres de Lara, com quem teve descendência, e em segundas núpcias, em Setembro 1178, com o rei Fernando II de Leão.[13][14][15][c][d]